# Anomalije jezika
Anomalije jezika spadaju u grupu kongenitalnih anomalija koje po svome izgledu i funkcionalnim smetnjama, predstavljaju medicinski i socijalni problem, a zbog složenosti zahtevaju multidisciplinarno lečenje koje traje od rođenja do adultnog perioda. Ovo stanje može uticati na dojenje, oralnu higijenu i na razvitak govora

## Anatomija
Jezik (latinski lingua) je mišićno-sluzokožni organ smešten na podu usne duplje. Obavlja niz značajnih funkcija kao što su: govor, žvakanje, sisanje, gutanje, prenošenje utisaka u centralni nervni sistem itd. Sastoji se iz prednjeg dela ili tela jezika i zadnjeg dela ili korena jezika koje deli zavrđni žljeb (latinski sulcus terminalis).
Telo jezika
Prednje dve trećine jezika, ili njegov veći i pokretni deo, čini telo jezika (latinski corpus linguae), sa njegovim vrhom (apex linguae). Gornja strana tela se naziva i poleđina jezika i na njemu se nalazi sluzokoža prekrivena velikim brojem jezičnih papila, i to:
- opšančene papile (latinski papillae vallatae) , koje se nalaze ispod terminalnog sulkusa jezika u vidu obrnutog slova „V”.
- končaste (latinski papillae filiformes) ,
- pečurkaste (latinski papillae fungiformes) i
- lisnate (latinski papillae foliatae) .

Koren jezika
Koren jezika (latinski radix linguae) je smešten pozadi i nepokretan je jer je preko mišića povezan sa podjezičnom kosti, donjom vilicom, slepoočnom kosti i nepcem i ždrelom. Sluzokoža koja prekriva koren jezika nema papile, ali je prekrivena limfnim čvorićima koji se zovu jezični folikuli.
Ventralna ili donja strana jezika pokrivena je tankim slojem sluzokože, koja u sredini pravi duplikaturu u vidu nabora (latinski frenulum linguae). Sa jedne i druge strane frenuluma linguae nalazi se papilla salivaris sublingualis koja predstavlja izvodni kanal podvilične (submandibularne) i podjezične (sublingvalne) pljuvačne žlezde.
Jezik sadrži pljuvačne žlezde koje se mogu podeliti na prednje (Blandin) i zadnje (Ebner). Pored ćula ukusa i mrvljenja hrane jezik učestvuje pri gutanju,
žvakanju hrane i formiranju govora.

## Mikroglosija
Mikroglosija (latinski microglossia), je jako mali jezik. Ovo je jako retka anomalija i ne predstavlja smetnje u gutanju kod novorođenčeta, ali u kasnijem periodu života deteta mogu nastati problemi sa govorom.

## Ankiloglosija
Ankiloglosija (latinski ankyloglossia) je anomalija u kojoj je jezik prirastao za pod usne duplje celom svojom dužinom.
Terapija
Leči se hirurškim odvajanjem jezika. Novonastali defekt se pokriva kožnim transplantatom koji vrlo brzo metaplazira u sluznicu.

## Frenulum breve
Frenulum breve jezika (latinski frenulum linguae breve) je skraćenje resice (veze jezika za pod usne duplje), tako da dete ne može da isplazi jezik i ima smetnje sa izgovorom prednjenepčanih suglasnika.
Terapija
Leči se presecanjem ove veze, što treba uraditi čim se postavi dijagnoza frenuluma.

## Makroglosija
Makroglosija (latinski macrogossio) je uvećan jezik. Ona može biti primarnna (urođena) ili je uvećanje jezika nastalo kao posledici hemangioma ili limfangioma. Kada je jezik jako velik, on izlazi iz usne duplje, sasušuje se i predstavlja velike funkcionalne smetnje u gutanju, disanju i govoru.
Jezik može biti relativno uvećan, kada je on normalan, ali je usna duplja mala, kao npr. kod Pire-Robinovog sindroma. Kod ovog sindroma dete ima rascep sekundarnog nepca, hipoplaziju mandibule (donje vilice), relativnu makroglosiju i pri tome jezik zapada i dete se guši, otežano diše i ne može normalno da jede. Ove smetnje mogu biti različitog stepena.
Terapija
Zavisno od stanja, lečenje se sastoji od postavljanja deteta u položaj potrbuške do hirurškog fiksiranja jezika za desni. Ovi problemi obično nestaju u periodu od 4 do 5 meseca života.

## Literatura
- Doherty GM, Way LW, editors. Current Surgical Diagnosis & Treatment. 12th Edition. New York: Mcgraw-Hill; 2006.
- N. Roberton “Textbook of neonatology”, Churchil Livingdtone 1989

## Spoljašnje veze
- Dečja hirurgija Архивирано на веб-сајту  (9. мај 2021)
- Usna šupljina i pljuvačne žlezde Klinička anatomija, fiziologija i patofiziologija

|  | Molimo Vas, obratite pažnju na važno upozorenje u vezi sa temama iz oblasti medicine (zdravlja). |